# 銅版
銅版（どうばん）とは版画、印刷の技法の一種である。銅板とも表記する。銅の版に絵画、文字などを彫ってその銅版の表面を凹版にしてインクを流して印刷を行う。また、このようにして作ったものをさす。主に銅版画の制作に使用されており、これは銅版を直接道具を用いて彫る彫刻銅版と、硝酸などの薬品によって腐食させる腐食銅版とに大きく分類される。主としてルネサンス期以降のヨーロッパにおいて銅版画として広く使用された。

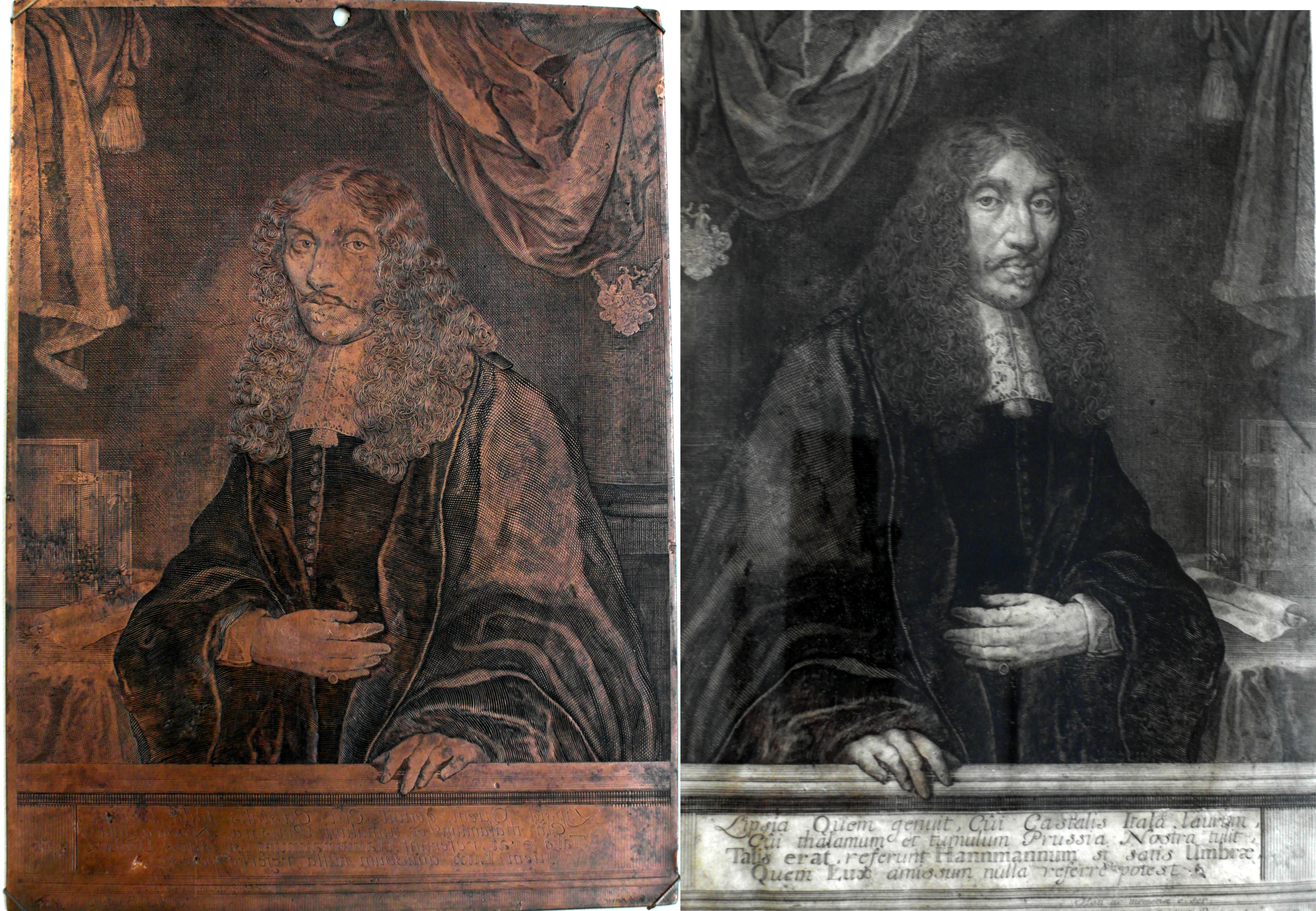
1600年代の作家Ambrosius Hannemannの銅板

彫刻銅版というのは主にビュラン(Burin)という鑿（のみ）で銅版に刻線を得る方法で、エングレービング、ドライポイント、メゾチントというものがこれにあたる。
腐食銅版というのは凹状にする部分の銅面のみを露出させて、その部分を腐食させることによって原版を作るものをさし、エッチングやアクアチントがこれにあたる。日本においては司馬江漢が天明3年（1783年）に日本創製と銘打って初めてのエッチングによる銅版画を製作している。
弘化3年（1846年）には、美濃焼で銅版を利用した焼物への絵付けが始められた。これは美濃稲津村の窯元に寄食中だった江戸出身の笠井大五郎によって伝えられたもので、江戸から銅板を取り寄せ、蝋を塗った上に細い針で絵を描き、タンパンと呼ばれる薬をかけて腐食させたあと、蝋を洗い流したのち紺青を流し込んで紙に当てがって印刷し、それを茶碗などに貼り付けて転写した（里泉焼）。美濃地方では多治見、妻木、下石、駄知、肥田でも銅版転写絵付けが始められ、全国で好評を得た。
明治維新前後には藩札紙幣印刷に銅版が用いられた。